# Iztaccíhuatl–Popocatépetl Nemzeti Park
Az Iztaccíhuatl–Popocatépetl Nemzeti Park (rövidítve gyakran Izta–Popo Nemzeti Park) Mexikó egyik legismertebb nemzeti parkja, az Iztaccíhuatl és a Popocatépetl vulkánokat foglalja magában. A park területe Puebla, México és Morelos államok 13 községére terjed ki.

## Földrajz
A két vulkán Mexikóváros és Puebla között körülbelül félúton, a Vulkáni-kereszthegység keleti vidékein magaslik. Az 5462 m magas Popocatépetl kb. 17 km-rel fekszik délebbre, mint az 5230 m körüli Iztaccíhuatl. Mindkettő rétegvulkán, de amíg az Iztaccíhuatl alvó állapotban van, addig a Popocatépetl ma is aktív: például 2012 novemberében is kisebb kitörése volt megfigyelhető.
A nemzeti park területén 13 község osztozik: México államban Amecameca, Atlautla, Chalco, Ecatzingo, Ixtapaluca, Texcoco és Tlalmanalco, Pueblában Huejotzingo, San Nicolás de los Ranchos, San Salvador el Verde, Tlahuapan és Tochimilco, valamint Morelos államban Tetela del Volcán.

## Élővilág
A park területére az igen nagy magasságkülönbségek jellemzők, ennek megfelelően a növényzet is rétegződést mutat. Az alacsonyabban fekvő területeket főként magyaltölgyes erdők, följebb tűlevelűek erdői borítják, kb. 4000 méteres határtól kezdve pedig nincs növénytakarója.
Jellemző állatai az azték nyúl, a floridai üreginyúl, a mexikói vattafarkúnyúl, a Barisia imbricata nevű gyík, az amerikai borz és az amerikai uhu.

## A vulkánok legendája
A két szomszédos vulkán ősidők óta foglalkoztatja az itt élő népek képzeletét. Ennek köszönhetően több ősi legenda is szárnyra kapott a területet benépesítő aztékok köreiben. Az Iztaccíhuatl neve is ezekre a történetekre emlékeztet: a navatl nyelvben az iztac jelentése fehér, a cihuatl pedig nőt jelent, így a vulkán nevének jelentése: fehér nő, de nevezik alvó nőnek is.
A legelterjedtebb változat szerint a két vulkán egy szerelmespárt testesít meg: Popocatépetl egy bátor harcos, Iztaccíhuatl egy hercegnő volt. Hogy összeházasodhassanak, a harcos megállapodott a hercegnő apjával, hogy sikerrel tér vissza egy messzi, oaxacai háborúból (nem bízott abban, hogy sikerrel jár). Mialatt ő távol volt, az otthon várakozó hercegnő napjai egyre szomorúbban teltek. Egy nap Popocatépetl egyik riválisa azzal a hazugsággal állított be a hercegnőhöz, hogy jegyese a háborúban fogságba esett és feláldozták. Erre a hírre Iztaccíhuatl szíve teljesen összetörött, és a halálba menekült (vagy bánatában meghalt). Amikor szerelmese később győztesen hazatért a harcokból, kérte a királyt, teljesítse ígéretét és adja neki a lányát, de amikor kiderült, hogy mi történt, Popocatépetl felvitte a halott lányt egy hegyre, melynek 10 csúcsát 20 000 rabszolgával építtette fel, ahol az istenek, meghatottan látva a pár szerelmének tisztaságát, átváltoztatták a halott testet egy alvó tűzhányóvá (egyik irányból nézve valóban hasonlít egy fekvő nőre). A férfi esküt tett, hogy egy örökké égő fáklyával fogja őt óvni ezentúl, ezért az istenek őt is vulkánná, de folyton tüzet lövellő, aktív vulkánná változtatták. Néha azt is hozzáteszik, hogy a hazug hírt elmondó, és ezáltal a nő halálát okozó ember is meghalt bűnbánatában, ő is heggyé változott: belőle keletkezett a Citlaltépetl (más néven Orizaba).
Egy másik történet azt meséli, hogy a helyiek úgy döntöttek, hogy a bőséges termés érdekében feláldoznak egy szép nőt az isteneknek: a választás Iztaccíhuatlra esett. Hogy ezt megakadályozza, szerelmese, Popocatépetl úgy döntött, megszöknek kedvesével, azonban az őrök észrevették őket és nyilakkal lődöztek utánuk. Popocatépetlnek sikerült sértetlenül megmenekülnie, azonban a lányt megölte az egyik nyílvessző. A férfi elvitte a halott testet, és megfogadta, hogy örökké őrizni fogja őt.